# Heinrich Lehmann-Willenbrock
Heinrich Lehmann-Willenbrock, född 11 december 1911 i Bremen, död 18 april 1986 i Bremen, var en tysk fregattenkapitän och ubåtsbefälhavare under andra världskriget på bland annat U96. Med sina totalt 183 223 ton sänkt allierat tonnage blev han det sjätte främsta ubåtsässet under kriget och han tilldelades järnkorsets Riddarkorset med eklöv i december 1941. 
Han var förebild till ubåtschefen i Lothar-Günther Buchheims kända bok "Das Boot", som senare också blev film. Buchheim följde med U96 på hennes sjätte krigspatrullering som krigskorrespondent, vilket trettio år senare resulterade i hans bestseller.